# Marty McFly
Martin Seamus McFly, mais conhecido como Marty McFly, é um personagem fictício e protagonista da trilogia Back to the Future (pt: Regresso ao Futuro; br: De Volta para o Futuro), representado pelo ator Michael J. Fox nos três filmes. Ele foi interpretado por David Kaufman na série animada, enquanto no videojogo Back to the Future: The Game foi interpretado pelo ator A. J. Locascio.
Em 2020, Marty McFly foi selecionado pela revista Empire como o 12º maior personagem de filmes de todos os tempos.

## Personagem
Marty McFly nasceu em 1968 na cidade fictícia de Hill Valley, na Califórnia. Sua família é descendente de irlandeses. Ele é o mais novo dos três filhos de George McFly e Lorraine Baines McFly. Ele tem um irmão chamado Dave, uma irmã chamada Linda e uma namorada, Jennifer Parker. Seu melhor amigo é o cientista Doutor Emmett Brown, a quem Marty chama de "Doutor" ou "Doc". Marty não passa muito tempo em casa, ele prefere sair com o Doutor, Jennifer, ou os integrantes da sua banda, The Pinheads (Os Palermas em português).
Marty não é um adolescente problemático. Não é o melhor estudante academicamente, mas suas notas são aceitáveis, entretanto, ele tem uma tendência em chegar atrasado nas aulas. Ele toca guitarra com Os Pinheads e gosta de ouvir Huey Lewis and The News, ZZ Top, e Eddie Van Halen. Ele também tem um talento especial para andar de skate.
Quando está cara-a-cara com o perigo, Marty é sempre bravo, corajoso e destemido. Sua maior falha é a obsessão pelo desejo de mostrar aos outros que não é covarde, que resulta em riscos desnecessários a ele. Marty não admite ser chamado de "chicken" (Franguinho e Covarde, nas dublagens brasileiras do filme), uma semelhança que ele tem com o personagem de James Dean Jim Stark de Rebel Without a Cause. Entretanto, no final de Back to the Future Part III, Marty percebeu que ele não precisava ficar constantemente provando sua coragem, e escapa de uma das grandes tragédias da sua vida, uma colisão com um carro Rolls-Royce, evitando uma lesão que o impediria de tocar guitarra.

## Antes deBack to the Future
Pouco é conhecido sobre a vida de Marty antes do primeiro filme, exceto pelo fato dele ter colocado fogo no tapete da sala de sua casa aos 8 anos. Como Marty e o Dr. Brown se conheceram nunca foi explicado nos filmes.
Segundo o roteirista Bob Gale, Marty conheceu seu amigo Doc quando tinha cerca de quatorze anos. Depois de ouvir durante anos que Brown era um louco perigoso, ele decidiu descobrir por que esse homem era tão perigoso, e um dia, Marty entrou furtivamente no laboratório de Doc, ficando fascinado por todas as coisas que estavam lá. Quando Doc o encontrou no laboratório, ele ficou feliz porque alguém o achava legal e a partir daí a amizade deles começou.
Robert Zemeckis e Bob Gale dizem que eles consideraram em expandir o relacionamento entre os personagens, mas decidiram não fazê-lo, porque os espectadores adolescentes e jovens são mais atraídos por vizinhos excêntricos.